# Eleuteriusz (papież)
Eleuteriusz, Eleuter (ur. w Nikopolisie, zm. ok. 189 w Rzymie) – diakon Kościoła rzymskiego za papieża Aniceta, 13. papież w latach ok. 174–189, święty Kościoła katolickiego.

## Życiorys
Eleuteriusz urodził się w Nikopolis w Epirze. Na jego pontyfikat przypadł rozwój montanizmu – ruchu profetycznego, zapoczątkowanego w Azji Mniejszej. Zniósł pewne obyczaje spożywania żydowskich potraw – odrzucił pogląd, że niektóre pokarmy są nieczyste.
Według Księgi Papieży z VI wieku (Liber Pontificalis) Eleuteriusz korespondował z brytyjskim królem Lucjuszem, który pragnął się nawrócić na chrześcijaństwo. Historycy jednak w to wątpią, gdyż jest zbyt mało dowodów na potwierdzenie słów Eleuteriusza. Prawdopodobnie podczas przepisywania ksiąg pomylono Britio (Britio Edessenorum, Edessa) z Brytanią. Król Edessy Abgar IX o imieniu Lucjusz przyjął wiarę chrześcijańską, a w Edessie było wielu misjonarzy i katechetów. Również może chodzić o bretońskiego króla. Z oboma królami identyfikowany jest Lucjusz z Chur.
W czasie jego pontyfikatu odwiedził go Ireneusz z Lyonu, który prosił papieża o interwencję ws. montanizmu w Galii. Papież jednak nie uznał tego poglądu za niebezpieczny.
Eleuteriusz prawdopodobnie zginął śmiercią męczeńską.
Do swojego Martyrologium wprowadził go Ado z Vienne (+875), dopiero później został ujęty w Martyrologium rzymskim. Jego wspomnienie liturgiczne wyznaczono na 26 maja.